# Hav Plenty
Pour plus de détails, voir Fiche technique et Distribution.
 Hav Plenty  est un film américain indépendant de 1997 distribué par Miramax Films, basé sur un week-end riche en événements dans la vie de Lee Plenty (Christophe Scott Cherot), écrit et réalisé par Cherot.
Le film est basé sur la véritable histoire de la romance non partagée de Chris Cherot avec Drew Dixon, qui travaillait pour le label Def Jam Recordings.

## Distribution
- Christopher Scott Cherot – Lee Plenty
- Betty Vaughn – Grandma Moore
- Chenoa Maxwell – Havilland Savage
- Chuck Baron – Mr. Savage
- Hill Harper – Michael Simmons
- Kim Harris – Bobby Montgomery
- Margie St. Juste – Alexandria Beaumont
- Reginald James – Felix Darling
- Robinne Lee – Leigh Darling
- Tammi Katherine Jones – Caroline Gooden

Brèves apparitions par :
- Kenneth "Babyface" Edmonds – Lloyd Banks
- Lauryn Hill – Debra (Tru Love version de Caroline)
- Mekhi Phifer – Harold (Tru Love version de Felix)
- Nia Long – Trudy (Tru Love version de Havilland)
- Rozonda "Chilli" Thomas – Kris (Tru Love version de Leigh)
- Shemar Moore – Chris (Tru Love version de Lee)
- Tracey Edmonds – Amy Madison

## Production
Le financement du film provenait de l'activité de chauffeur de taxi de Cherot à New York City, et d'une troisième hypothèque sur la maison de sa mère. Le tournage principal dura dix-huit jours dans et autour de New York et du New Jersey.
À la fin du tournage, Cherot n'avait plus d'argent, et il lui a fallu presque un an pour terminer le montage et réaliser la pellicule de projection du film. En mai 1997, lors de sa première séance de casting dans une petite salle de projection à New York, le producteur de  Hav Plenty  Robyn M. Greene est tombé par hasard sur Warrington Hudlin (en) et Bill Duke dans le hall de l'immeuble et les a invités à visionner le film. Immédiatement après la projection, Hudlin a invité Cherot à participer à la première édition du Festival du Film Black de Acapulco ( maintenant l'American Black Film Festival). Cherot a accepté sur-le-champ, et un mois plus tard, en juin 1997, Hav Plenty était le film d'ouverture à Acapulco, devenant ainsi le premier film du premier festival .
Après avoir vu Hav Plenty au Festival du Film Black de Acapulco, Tracey Edmonds (en) et Kenneth "Babyface" Edmonds ont proposé d'attacher leur nom au film et d'enregistrer une nouvelle bande sonore, avec pour conséquence une exposition médiatique bien plus importante pour ce qui n'était auparavant qu'un petit film indépendant. Trois mois plus tard, après une projection au Toronto International Film Festival en septembre 1997, Harvey Weinstein a proposé d'acheter Hav Plenty pour une somme comprise entre 1,5 et 2,3 millions de dollars. Quatre mois se sont écoulés entre la première projection obscure de Cherot à New York et la transaction de plusieurs millions de dollars conclue par Weinstein à Toronto.
D'après une interview avec Chris Cherot, Miramax a voulu donner au film une fin heureuse. Ils ont donc ajouté la scène "un an plus tard" qui montre une fin plus heureuse, tout en laissant la possibilité d'imaginer que Hav et Lee ne se sont pas retrouvés ensemble.
Après des projections au Sundance Film Festival en janvier 1998 pour commencer le buzz, Miramax sort Hav Plenty en salle aux États-Unis le 19 juin 1998, suivie peu après par une distribution mondiale.

## Critique
- Stephen Holden (The New York Times) a dit : "Avec son autodérision cool et amusée, dans la superficialité du monde dans lequel il dérive, Lee est l'un des personnages les plus originaux et sympathiques vu dans un film depuis longtemps"[6].
- Emanuel Levy (Variety) a dit : "Christopher Scott Cherot fait un début sensationnel en tant que scénariste, réalisateur, monteur et star de cette nouvelle, douce-amère, histoire d'amour moderne qui rappelle les premiers travaux de Woody Allen"[7].
- Duane Byrge (The Hollywood Reporter) a écrit: "Le réalisateur et scénariste Cherot a préparé une riposte romantique et risquée, en la bourrant de véritables ingrédients de la comédie romantique: insécurités individuelles, désirs et peurs"[8].
- Lisa Schwarzbaum (Entertainment Weekly) a écrit: "Cherot est peut-être nouveau dans le monde du cinéma, mais sa confiance et sa personnalité sont telles que vous savez qu'un talent remarquable vient de naître"[9]. Entertainment Weekly inclus Cherot dans sa "Il-List" de fin d'année"[10].
- Kevin Thomas (Los Angeles Times) a observé: "Le plaisir de regarder Hav Plenty vient du fait que Cherot découvre les possibilités du média au fur et à mesure de sa progression ... Petit à petit les dialogues cèdent le pas à un sens visuel croissant, et à la fin du film, Cherot a découvert à quel point [ses acteurs] peuvent être puissants lorsqu'au repos"[11].
- Le San Francisco Chronicle a fait remarquer que "  Hav Plenty  rappelle un retour à un tempérament différent avec beaucoup de charme"[12].
- Roger Ebert fut plus critique, décrivant le film comme "essentiellement un film amateur, avec des bonnes choses et beaucoup de mauvaises, ce qui va de pair avec les premières fois"[13].

## Récompenses & nominations
1997 Acapulco Black Film Festival
- Best of Festival – Christopher Scott Cherot (vainqueur)

1998 Sundance Film Festival
- Grand Prix du Jury, Drame – Christopher Scott Cherot (sélectionné)

1999 Acapulco Black Film Festival
- Meilleur scénario – Christopher Scott Cherot (vainqueur)

## Anecdotes
(aout 2019).
Le contenu est difficilement compréhensible vu les erreurs de traduction, qui sont peut-être dues à l'utilisation d'un logiciel de traduction automatique.
- Hill Harper a été choisi pour jouer le personnage principal, "Plenty Lee". Harper a passé des mois à répéter et à explorer le personnage, mais deux semaines avant le tournage, a abandonné et a pris un petit rôle dans Spike Lee de 'Get On The Bus. La rupture avec la production Cherot était à l'amiable, à la fois Cherot et Harper étaient d'accord que c'était la bonne décision; Harper a même offert de revenir et de jouer la plus petite partie de "Michael Simmons". Cherot, cependant, a été contraint de trouver un autre acteur principal, et à la dernière minute a fini par jouer le rôle lui-même.

- La photo Havilland se trouvant dans la bible de Lee est une vraie photo de Cherot, pris dans un hôpital après un combat.

- Bien que n'étant pas officiellement une suite, Chris Cherot et "The Real Havilland" de Drew Dixon a joué dans le court métrage "Vivian", dirigé par le jeune sœur de Dixon en 2001[14]. Le film ne continue pas l'histoire de Havilland et Lee, mais plutôt, il raconte l'histoire d'une femme de carrière (Dixon) et son petit ami fatigué (Cherot) la visite d'un mystérieux «vieil ami». Il est dit que Dixon et Cherot sortaient au moment du tournage

## Bande-son
Une bande-son contenant du hip-hop et du R & B est sortie le 9 juin 1998 chez Sony Music Entertainment. Elle a atteint la 39ème place du classement Billboard 200 et la 6ème place du classement Top R&B/Hip-Hop Albums